# Бери Линдон
Бери Линдон (енгл. Barry Lyndon) британско-амерички је епски историјско-драмски филм из 1975. године, режисера, сценаристе и продуцента Стенлија Кјубрика, заснован на мотивима романа Срећа Берија Линдона аутора Вилијама Мејкписа Текерија. Главне улоге у филму тумаче Рајан О’Нил, Мариса Беренсон, Патрик Меги, Харди Кригер, Дијана Кернер, Гај Хамилтон, радња прати ирског опортунисту и скоројевића Берија Линдона који на свом путовању упознаје и убрзо жени енглеску племкињу и отпочиње успех на друштвеној хијерархији, након што заузме лордовску титулу њеног покојног мужа.
Кјубрик је почео продукцију Берија Линдона након што је завршио снимање Паклене поморанџе. Испрва је намеравао да направи биографски филм о Наполеону, али је спречен губитком финансирања због комерцијалног неуспеха филма Ватерло 1970. године. Кјубрик се на крају одлучио за адаптацију Берија Линдона, који је делимично смештен током Седмогодишњег рата, користећи своја истраживања за филм о Наполеону. Снимање је почело у децембру 1973. и трајало је отприлике осам месеци, а филм је сниман у Енглеској, Ирској и Немачкој.
Фотографија овог филма је описана као револуционарна. Посебно су похваљени дуги дупли снимци, који се обично завршавају спорим зумом уназад, сцене снимљене у потпуности при светлости свећа, и поставке засноване на сликама Вилијама Хогарта. Екстеријери су снимани на локацијама у Енглеској, Ирској и Немачкој, док су ентеријери снимани углавном у Лондону. Продукција филма је имала проблема у вези са логистиком, временским приликама и политиком (Кјубрик се плашио да би могао бити мета ИРА-е).
Филм је био номинован за седам Оскара, укључујући онај за најбољи филм, а победио је у четири категорије: најбоља оригинална музика, најбоља фотографија, најбоља сценографија и најбоља костимографија. Иако су се неки рецензенти критиковали спори темпо филма и уздржаност од емоција, његова репутација, као и многих Кјубрикових дела, временом се значајно поправила. У анкети најбољих филмова свих времена коју је спровео часопис Sight & Sound 2022. године, Бери Линдон се нашао на 12. месту листе редитеља и 45. месту листе критичара.

## Радња

### Први део
У Ирској 1750-их, отац Редмонда Берија је убијен у двобоју. Бери се заљубљује у своју рођаку Нору Брејди и у двобоју убија њеног удварача, капетана британске војске Џона Квина. Он бежи, али га на путу за Даблин опљачка разбојник, капетан Џејмс Френи. Без новца, Бери се пријављује у британску војску. Породични пријатељ капетан Гроган га обавештава да Квин није мртав: њихов двобој је инсцениран како би се Норина породица решила Берија и побољшала своје финансије кроз њен брак са Квином.
Бери креће са својим пуком у Немачку током Седмогодишњег рата, али дезертира након што је Гроган смртно рањен у окршају против француске краљевске војске. Прерушен у британског поручника, он има кратку аферу са фрау Лисхен, удатом сељанком. На путу за Бремен, Бери наилази на капетана Поцдорфа, који прозре његову маску и принудно га прикључује пруској војсци. Бери касније спасава Поцдорфов живот и добија признање од Фридриха Великог.
На крају рата, Бери добија посао код Поцдорфовог ујака у пруском министарству полиције. Пруси сумњају да је шевалије де Балибари, професионални коцкар, заправо аустријски шпијун, и Бери се запошљава као његов слуга. Бери се поверава шевалијеу, који је такође Ирац, и њих двојица постају савезници. Након што су преварили принца од Тибингена на картама, принц одбија да плати своје дугове, а шевалије заузврат тражи двобој. Пруси, још увек сумњајући у шевалијеа, организују да буде протеран из земље, али он и Бери користе прилику да дозволе и Берију, прерушеном у шевалијеа, да напусти земљу.
Бари и шевалије путују широм Европе, где се баве коцкарским преварама, а Бери приморава дужнике на плаћање двобојима у мачевању. У једној белгијској бањи упознају лепу и богату леди Линдон. Бери је заводи, а њен остарели муж сер Чарлс Линдон умире од апоплексије, изазване Беријевим подбадањем и вербалним опаскама.

### Други део
Године 1773. Бери се жени леди Линдон, узима њено презиме и настањује се у Енглеској. Она Берију рађа сина, Брајана Патрика, којег Бери размази. Њихов брак је несрећан: Бери је отворено неверан и расипа женино богатство док је држи повучену. Лорд Булингдон, син леди Линдон из претходног брака, још увек тугује за својим оцем и сумња да је Бери опортуниста који не воли његову мајку. Бери узвраћа годинама ескалације емоционалног и физичког злостављања.
Беријева мајка долази да живи са њим и упозорава га да ће Булингдон све наследити ако леди Линдон умре. Она саветује свог сина да добије место у Дому лордова. С тим циељем, Бери се спријатељује са утицајним лордом Вендовером и троши још веће суме новца леди Линдон да би се додворио и краљу Џорџу III и британској вишој класи. Лорд Булингдон, сада младић, прекида друштвену забаву коју Бери приређује. Он јавно оптужује свог очуха за прељубу и злостављање и најављује да ће напустити имање Линдонових све док Бери остане тамо. Као одговор, Бери брутално напада лорда Булингдона све док их присутни физички не раздвоје. Пошто се показало да су оптужбе лорда Булингдона истините, Бери је изопштен од стране високог друштва.
Бери се договара да Брајану поклони одраслог коња за његов девети рођендан. Нестрпљив, Брајан јаше коња без пратње и гине у јахачкој несрећи. Бери тоне у алкохолизам, док леди Линдон тражи верско саветовање од англиканског свештеника Семјуела Ранта, који је био тутор Булингдону и Брајану. Када Беријева мајка отпусти Ранта како би спречила да њен син изгуби контролу над супругом, леди Линдон покушава да се убије. Рант и Грејам, управник имања, пишу Булингдону, који се враћа из службе у британској војсци током Америчке револуције и изазива свог очуха на двобој.
Након што Булингдон промаши први хитац, Бери пуца у земљу у покушају да прекине двобој. Након година систематског злостављања, лорд Булингдон одбија да прихвати ово као сатисфакцију. Он погађа Берија у ногу, која је потом ампутирана испод колена. Док се Бери опоравља, Булингдон наређује Ранту да држи леди Линдон што је дуже могуће даље од Беријевог болесничког кревета. Преко Грејама, Булингдон подсећа Берија да је његов кредит исцрпљен и нуди му 500 гвинеја годишње да заувек напусти леди Линдон, њена имања и Енглеску. Бери невољко прихвата и наставља свој некадашњи коцкарски посао, али без икаквог стварног успеха. У децембру 1789. средовечна и видно депресивна леди Линдон потписује Беријев чек од ренте док је њен син посматра.

## Улоге
| Глумац                | Улога                     |
| --------------------- | ------------------------- |
| Мајкл Хордерн         | наратор                   |
| Рајан О’Нил           | Редмонд Бери              |
| Мариса Беренсон       | леди Линдон               |
| Патрик Меги           | шевалије де Балибари      |
| Харди Кригер          | капетан Поцдорф           |
| Гај Хамилтон          | Нора Брејди               |
| Годфри Квигли         | капетан Гроган            |
| Стивен Беркоф         | лорд Лад                  |
| Мари Кин              | Бел                       |
| Мари Мелвин           | велечасни Семјуел Рант    |
| Френк Мидлмас         | сер Чарлс Реџиналд Линдон |
| Леон Витали           | лорд Булингдон            |
| Доминик Севиџ (дечак) | лорд Булингдон            |
| Андре Морел           | лорд Вендовер             |
| Ентони Шарп           | лорд Халам                |
| Филип Стоун           | Грејам                    |
| Дејвид Морли          | Брајан Патрик Линдон      |
| Артур О’Саливан       | капетан Фини              |
| Били Бојл             | Шејмус Фини               |
| Волф Калер            | принц од Тибингена        |

## Награде
| Награда       | Категорија                  | Добитник                               | Резултат   |
| ------------- | --------------------------- | -------------------------------------- | ---------- |
| Оскар         | Најбољи филм                | Стенли Кјубрик                         | Номинација |
| Оскар         | Најбољи редитељ             | Стенли Кјубрик                         | Номинација |
| Оскар         | Најбољи адаптирани сценарио | Стенли Кјубрик                         | Номинација |
| Оскар         | Најбоља сценографија        | Кен Адам, Рој Вокер and Вернон Диксон  | Освојено   |
| Оскар         | Најбоља костимографија      | Милена Канонеро and Ула-Брит Седерлунд | Освојено   |
| Оскар         | Најбоља фотографија         | Џон Алкот                              | Освојено   |
| Оскар         | Најбоља оригинална музика   | Леонард Розенман                       | Освојено   |
| БАФТА         | Најбољи филм                | Најбољи филм                           | Номинација |
| БАФТА         | Најбољи редитељ             | Стенли Кјубрик                         | Освојено   |
| БАФТА         | Најбоља сценографија        | Кен Адам                               | Номинација |
| БАФТА         | Најбоља костимографија      | Милена Канонеро, Ула-Брит Седерлунд    | Номинација |
| БАФТА         | Најбоља фотографија         | Џон Алкот                              | Освојено   |
| Златни глобус | Најбољи играни филм (драма) | Најбољи играни филм (драма)            | Номинација |
| Златни глобус | Најбољи редитељ             | Стенли Кјубрик                         | Номинација |